# Monsters Among Us
"Monsters Among Us" es el primer episodio de la cuarta temporada de la serie de televisión antólogica American Horror Story, se estrenó el 8 de octubre de 2014 por el canal estadounidense de cable FX. Fue coescrito por los creadores Ryan Murphy y Brad Falchuk, y dirigido por el propio Murphy.
El episodio nos transporta al año 1952 y nos presenta a Elsa Mars (Jessica Lange), quien dirige uno de los últimos espectáculos de fenómenos (llamados freaks) de los Estados Unidos en la aldea de Júpiter, Florida, y también el reclutamiento, por parte de Elsa, de las gemelas unidas Bette y Dot Tattler (Sarah Paulson). También presenta al resto de sus artistas del espectáculo de freaks y al payaso asesino conocido como Twisty (John Carroll Lynch). El episodio es el segundo más largo en la historia de la serie, llegando a poco más de una hora de duración sin comerciales. Este episodio es notable en la serie, ya que es el primer episodio de estreno de una temporada que no presenta flashbacks a otro año.
"Monsters Among Us" tiene las calificaciones más altas de todos los episodios de la serie hasta el momento. Jyoti Amge, actualmente la mujer viva más pequeña del mundo, tiene su debut en la televisión estadounidense en este episodio interpretando a Má Petite.

## Trama
En 1952 en el pueblo de Jupiter, Florida, un lechero entra en la casa de Eudora Tattler (Ann McKenzie) para encontrarla muerta, y en la planta superior se encuentra un par de gemelas unidas heridas: Bette y Dot (Sarah Paulson). Las llevan a la sala de emergencias, sorprendiendo y enfermando al personal del hospital. Elsa Mars (Jessica Lange) llega y le pregunta a la chica del carro de golosinas, Penny (Grace Gummer) sobre el "descubrimiento" y luego invita a Penny a su Freak Show (Espectáculo de fenómenos) conocido como "Fräulein Elsa's Cabinet of Curiosities", se infiltra en el ala de seguridad (con el atuendo de chica del carro de golosinas) para encontrarse con las gemelas. Elsa les dice a las gemelas que trató de reunirse con ellas en su casa, pero ahora que están fuera de la casa, ella ha venido a verlas. A medida que avanza la conversación, se hace evidente que las gemelas pueden comunicarse entre sí sin hablar por una especie de telepatía. A Bette inmediatamente le cae bien Elsa, pero Dot la desprecia.
Cerca del Lago Okeechobee, Troy (Andrew Duplessie) y Bonnie (Skyler Samuels), una pareja adolescente, disfrutan de un pícnic. Twisty (John Carroll Lynch), un payaso con un rostro inquietante, aparece y los deja inconscientes antes de apuñalar a Troy con unas tijeras en el abdomen. Aterrada, Bonnie corre y el payaso la persigue. Más tarde, Twisty mata a una pareja casada y lleva a Bonnie y Corey (Major Dodson), el hijo de la pareja asesinada, al bosque y los encierra en un viejo autobús.
Elsa ve a un miembro de su compañía, Jimmy Darling (Evan Peters), en un restaurante local. Jimmy expresa su creencia de que los días del espectáculo están contados y su deseo es vivir una vida normal lejos del espectáculo de freaks. Más tarde, en una fiesta, Jimmy (que tiene una ectrodactilia severa lo que lo hace ver como el "chico langosta") usa sus dedos para complacer a una curiosa fiestera. Elsa regresa para ver a las gemelas y les pide que expliquen el asesinato de su madre. Primero mienten y afirman que un hombre irrumpió en su casa. Elsa una vez las enfrenta diciéndoles que las devolverá a su casa después de escapar del hospital. Las gemelas le confiesan a Elsa que su madre las mantuvo cautivas y cuando se negó a dejarlas salir de la casa, Bette la mató a puñaladas. Dos días después, Dot apuñaló a Bette de forma culpable por no haber evitado el asesinato.
Después de aceptar la oferta de Elsa para un nuevo hogar, Ethel (Kathy Bates), una mujer barbuda y la madre de Jimmy, les cuenta a las gemelas cómo Elsa la rescató del alcohol y la reunió con Jimmy. Dot está enamorada de Jimmy pero disgustada por Ethel, y se niega a actuar en la función de freaks. Ethel advierte que no hay otra vida para ellos. Penny (quien fue secuestrada y drogada durante días) aparece en la tienda de Elsa con ganas de volver a casa. Elsa pone en marcha un proyector que muestra una película en la que Penny estuvo involucrada en lo que parece ser una orgía llena de monstruos, que garantiza el futuro silencio de Penny.
Jimmy le expresa a su madre Ethel que él quiere abandonar el show, pero ella le dice que se olvide, ya que la sociedad nunca los aceptaría. Esa noche, un detective intenta arrestar a las gemelas por el asesinato. Los otros artistas llenan la tienda antes de que el detective los llame "freaks", lo que hace que Jimmy corte la garganta del detective en un ataque de rabia. Más tarde, Jimmy dirige una procesión de artistas del show que llevan al detective a los bosques cercanos, mientras dice que está cansado de ser tratado de manera diferente por la sociedad. Después de su discurso, Jimmy y los otros artistas del show cortan el cadáver del policía mientras Twisty observa de lejos.
La millonaria Gloria (Frances Conroy) y su hijo atrofiado, Dandy (Finn Witrock), compran todos los asientos para la actuación de esa noche, deleitando a Elsa, quien está convencida de que la llegada de las gemelas revivirá las fortunas del espectáculo. El espectáculo comienza cuando Ethel proporciona la introducción, presentando a los "freaks" seguidos por Elsa cantando "¿Vida en Marte?" de David Bowie. Dandy está cautivado con las gemelas y ofrece comprarlas permanentemente, por U$S 15.000. 
Las gemelas declinan, alegando que han encontrado su nuevo hogar.
Elsa le confiesa a Ethel que llevó a las gemelas al programa para atraer multitudes, no para la familia de freaks, sino para su propia gloria. Ethel está de acuerdo en que Elsa tiene el talento suficiente para ser una verdadera estrella. 
Cuando Elsa se prepara para ir a la cama, se desviste y revela que no tiene piernas por debajo de las dos rodillas.